# Lingua Franca Nova
Lingua Franca Nova (zkráceně LFN) je umělý pomocný jazyk vytvořený  Dr. C. Georgem Boereem z Shippensburské univerzity v Pensylvánii. Jeho slovní zásoba je založena na románských jazycích – francouzštině, italštině, portugalštině, španělštině a katalánštině. Gramatika je velmi zjednodušená, podobná kreolským jazykům. Jazyk má fonémický pravopis. Používáno je 22 písmen buď z latinské abecedy (do roku 2021 se někdy používala i cyrilice).
| Latinka  | A | B | C | D | E | F | G | H | I | J | L | M | N | O | P | R | S | T | U | V | X | Z |
| Cyrilice | А | Б | К | Д | Е | Ф | Г | Х | И | Ж | Л | М | Н | О | П | Р | С | Т | У | В | Ш | З |

## Příklady

### Číslovky
| Lingua Franca Nova | Česky |
| un, ун             | jeden |
| du, ду             | dva   |
| tre, тре           | tři   |
| cuatro, куатро     | čtyři |
| sinco, синко       | pět   |
| ses, сес           | šest  |
| sete, сете         | sedm  |
| oto, ото           | osm   |
| nove, нове         | devět |
| des, дес           | deset |

## Vzorový text

### Všeobecná deklarace lidských práv
| lingua franca nova (cyrilice) | Тота уманес насе либре е егал ен диниа е диретос. Лос ес донада разона е консиенса е дебе ата ла ун а ла отра ен ун спирито де фратиа.     |
| lingua franca nova (latinka)  | Tota umanes nase libre e egal en dinia e diretos. Los es donada razona e consiensa e debe ata la un a la otra en un spirito de fratia.     |
| česky                         | Všichni lidé se rodí svobodní a sobě rovní co do důstojnosti a práv. Jsou nadáni rozumem a svědomím a mají spolu jednat v duchu bratrství. |